# Seznam havajských králů

Znak Havajského království

Seznam havajských králů zahrnuje všechny krále Havajského království. Počínaje králem Kamehamehou I. a konče královnou Liliuokalani. Oficiální titul krále byl: král Havajských ostrovů. Seznam nezahrnuje titulární krále po roce 1893.
V období v letech 1780 až 1795 se v průběhu několika bitev podařilo ovládnout Havajské ostrovy náčelníku Kamehamehovi. Po ovládnutí ostrovů a násilném připojení ostrova Kauai v roce 1810 sjednotil všechny ostrovy v Havajské království a sebe prohlásil králem Kamehamehou I. (označovaným také jako král Kamehameha Veliký – anglicky Kamehameha the Great).

## Dynastie Kamehameha(1810–1872)
| král            | obrázek         | život     | trvání úřadu | poznámky                                                    |
| --------------- | --------------- | --------- | ------------ | ----------------------------------------------------------- |
| Kamehameha I.   | Kamehameha I.   | 1758–1819 | 1810–1819    | Vládl od roku 1782, havajské království vytvořil roku 1810. |
| Kamehameha II.  | Kamehameha II.  | 1797–1824 | 1819–1824    | Syn předchozího                                             |
| Kamehameha III. | Kamehameha III. | 1813–1854 | 1825–1854    | Bratr předchozího                                           |
| Kamehameha IV.  | Kamehameha IV.  | 1834–1863 | 1854–1863    | Synovec předchozího                                         |
| Kamehameha V.   | Kamehameha V.   | 1830–1872 | 1863–1872    | Bratr předchozího, zemřel bez dědiců, nejmenoval nástupce.  |

Když v roce 1872 zemřel bez dědice poslední havajský král Kamehameha V. z dynastie Kamehameha a před smrtí neměl následníka, ani nástupce neurčil, rozhodovala o budoucím králi vláda podle královské konstituce. Kandidáti na krále byli dva, jediní mužští příbuzní zemřelého krále. Prvním byl William Lunalilo a druhým byl David Kalākaua. Oba královi bratranci se vznešeným původem.
Jelikož byl David Kalākaua více konzervativnější než William Lunalilo, který byl spíše liberálnější a také oblíbenější, byl to právě Lunalilo, kdo byl zvolen králem; navíc Lunalilo měl větší dynastický nárok na trůn. David Kalākaua tuto volbu přijal.

## Dynastie Kalaimamahu(1872–1874)
| král     | obrázek | život     | trvání úřadu | poznámky                                                        |
| -------- | ------- | --------- | ------------ | --------------------------------------------------------------- |
| Lunalilo |         | 1835–1874 | 1872–1874    | Bratranec krále Kamehamehy V., zemřel bez dědiců nebo nástupce. |

Král Lunalilo však nevládl dlouho. Po roce a 25 dnech vlády, zemřel na tuberkulózu, aniž by stejně jako Kamehameha V. zanechal dědice nebo určil nástupce. A tak byl havajským králem zvolen hned Kalākaua, který byl v předchozí volbě jedním ze dvou kandidátů. Ovšem ani král Kalākaua nevládl dlouho a v roce 1891 zemřel, po něm nastoupila jeho sestra Liliuokalani, která byla o 2 roky později svržena, a Havajské království zaniklo.

## Dynastie Kalākaua(1874–1893)
| král         | obrázek | život     | trvání úřadu | poznámky                                                                         |
| ------------ | ------- | --------- | ------------ | -------------------------------------------------------------------------------- |
| Kalākaua     |         | 1836–1819 | 1874–1891    | Bratranec krále Kamehamehy V., zemřel bez dědiců.                                |
| Liliuokalani |         | 1839–1917 | 1891–1893    | Sestra krále Kalākauy. Byla donucena v roce 1893 abdikovat, nezanechala potomky. |